# Шордын
Шорды́н (коми-перм. Шордын) — посёлок в Гайнском муниципальном районе Пермского края. Входит в состав муниципального образования Кебратское сельское поселение.

## Географическое положение
Расположен на правом берегу реки Леман к северо-западу от районного центра пос. Гайны. Расстояние до районного центра составляет 12 км. В посёлке три улицы: ул. Набережная, ул. Центральная и ул. Советская.

## История
Входил в состав Кебратского сельсовета. В 1935 году в Шордын были перевезены жители ликвидированного посёлка Дозовка. По данным на 15 января 1932 года в посёлке было 227 хозяйств, 1 января 1939 года — 135 семей, 472 трудпоселенца; 1 июля 1943 года — 131 семья, 442 человека.
По данным на 1 июля 1963 года, в посёлке проживало 492 человека. Населённый пункт входил в состав Мысовского сельсовета.

## Население
По данным Всероссийской переписи населения 2010 года, в посёлке проживало 97 человек (50 мужчин и 47 женщин). Национальный состав: коми-пермяки, татары, белорусы, русские.